# Sambhuvarman
Sambhuvarman (? - 629) ou Fan Fan Tche, Phạm-phạn-chí, est le roi du Royaume de Champā de la IVe dynastie Cham. Il règne de 572 à 629 

## Contexte
Sambhuvarman est le fils et successeur de Rudravarma Ier et il a comme successeur son fils Kandarpadharma 